# Tomohiko Ikoma
Tomohiko Ikoma (25 august 1932 - 27 aprilie 2009) a fost un fotbalist japonez.

## Statistici
| Japonia | Japonia | Japonia |
| An      | Meciuri | Goluri  |
| ------- | ------- | ------- |
| 1955    | 5       | 0       |
| Total   | 5       | 0       |